# واکسن سرخک
واکسن سرخک نوعی واکسن است که برای پیشگیری از سرخک تأثیر زیادی دارد. بعد از یک بار استفاده، ۸۵ درصد از کودکان ۹ ماهه و ۹۵ درصد از کودکان دوازده‌ماهه ایمن می‌شوند. تمام آنهایی که در بار اول مصونیت پیدا نمی‌کنند، بعد ازاستفاده برای بار دوم، مصون می‌شوند.  به گفته سازمان جهانی بهداشت، هنگامی که میزان واکسیناسیون در افراد به بیش از ۹۳ درصد برسد، شیوع سرخک معمولاً دیگر اتفاق نمی‌افتد؛ اما، با کاهش میزان واکسیناسیون، ممکن است شیوع دوباره رخ دهد.  تأثیر واکسن تا سال‌ها باقی می‌ماند.  هنوز مشخص نیست که آیا به مرور زمان این واکسن تأثیر خود را از دست می‌دهد یا خیر.  در صورتی که چند روز قبل‌تر این واکسن به فرد داده شود، ممکن است که از بیماری پیشگیری هم نماید.
واکسن معمولاً در افراد شامل آنهایی هم که دچار عفونت اچ‌آی‌وی هستند، مصونیت ایجاد می‌کند.  عوارض جانبی معمولاً خیلی کم و کوتاه‌مدت است.  این عوارض ممکن است شامل درد در نقطهٔ تزریق واکسن یا تب خفیف باشد.  مورد آنافیلاکسی از هر صد هزار نفر در یک نفر ایجاد می‌شود.  میزان نشانگان گیلن باره، درخودماندگی و بیماری التهابی روده به نظر نمی‌رسد که بیشتر شود.
این واکسن به دو صورت تهیه می‌شود، هم به صورت تنها و هم در ترکیب با واکسن‌های دیگر، شامل واکسن سرخجه، واکسن اوریون، واکسن ترکیبی MMR و واکسن ترکیبی MMRV. این واکسن در تمامی فرمول‌بندی‌ها به یک اندازه عمل می‌کند.  سازمان بهداشت جهانی توصیه می‌کند که این واکسن در مناطقی که بیماری معمول است، در ۹ ماهگی به کودکان تزریق شود.  در مناطقی که این بیماری چندان معمول نیست، تزریق آن برای کودکان دوازده‌ماهه مناسب است.  این واکسن یک نوع واکسن زنده است.  واکسن مذکور به صورت پودری خشک است که باید پیش از تزریق ترکیب شود و در پی آن زیر پوست یا درون عضله تزریق گردد.  برای تأیید این که واکسن تأثیر داشته یا خیر، می‌توان از آزمایش خون استفاده کرد.
حدود ۸۵ درصد از کودکان در سطح دنیا این واکسن را از سال ۲۰۱۳ دریافت کرده‌اند. در سال ۲۰۰۸ حداقل ۱۹۲ کشور به مدت دو بار این واکسن را برای مصرف ارائه داشته‌اند. این واکسن برای اولین بار در سال ۱۹۶۳ معرفی شد. ترکیبی از واکسن‌های سرخک، اوریون، سرخجه به صورت مخفف MMR اولین بار در سال ۱۹۷۱ ارائه گردید. در سال ۲۰۰۵، واکسن آبله مرغان به این سه واکسن اضافه شد و واکسن نهایی به صورت مخفف واکسن MMRV نامیده شد. این واکسن در فهرست داروهای ضروری سازمان بهداشت جهانی، مهم‌ترین داروی مورد نیاز برای سیستم سلامت پایه است. این واکسن قیمت چندانی ندارد.